# Boys – wielka kolekcja
Boys – wielka kolekcja – dwudziesty siódmy album zespołu Boys wydany w 2009 roku. Znajduje się na nim 11 największych przebojów tego zespołu oraz remix Libertusa "Miłość na przystanku".

## Lista utworów
1. "Szalona"
2. "Kochana uwierz mi"
3. "Chłop z Mazur"
4. "Ostatni dzień, ostatnia noc"
5. "Agnieszka"
6. "Wspólne inicjały"
7. "Wolność"
8. "Drań"
9. "Małolata"
10. "Zapomnij mnie"
11. "Biba"
12. "Miłość na przystanku" (Libertus remix)